# Walter Stallwitz
Walter Stallwitz (* 28. April 1929 in Mannheim; † 7. April 2022 ebenda) war ein deutscher Maler.

## Leben
Von 1946 bis 1950 studierte Stallwitz an der Freien Akademie Mannheim bei Paul Berger-Bergner, Carl Trummer und A. I. Cherlé. Bei einer Sommerakademie in Salzburg war auch Oskar Kokoschka sein Lehrer. Kokoschka notierte in seinem Abschlusszeugnis handschriftlich „künstlerisch zu Hoffnungen berechtigt falls er nicht verhungert im prosperierenden Deutschland.“
1958 bezog er sein Atelier in der historischen Sternwarte, welches er bis zuletzt nutzte.
1962 porträtierte er im Auftrag der Studentenzeitung Die Ampel der Wirtschaftshochschule Mannheim (heute Universität Mannheim) bekannte Intellektuelle. 1964 und 1966 reiste er zur künstlerischen Inspiration für längere Zeit nach Indien und Marokko.
Als Mitglied der Freien Akademie Mannheim unterrichtete er zwischen 1985 und 2004 Zeichnen.
1993 erhielt er das Bundesverdienstkreuz, das er jedoch wenig später aus Protest gegen die Asylpolitik der damaligen Bundesregierung wieder zurückgab.
Stallwitz war Mitglied im Künstlerbund Rhein-Neckar. Er starb nach längerer Krankheit Anfang April 2022.

## Werk
W. Stallwitz hat seit Ende der 1940er-Jahre ein umfangreiches Werk erschaffen, welches Malerei, Zeichnungen, Mischtechniken und (in geringem Umfang) Druckgraphiken umfasst.
Ausgehend vom Einfluss seiner Lehrer an der Freien Akademie, übernahm er zunächst einen kritisch-realistischen, figurativen und gegenständlichen, jedoch abstrahierten, ins Expressionistische gesteigerten, Stil. Bis etwa Ende der 1950er-Jahre arbeitete er narrativ. Danach entwickelte sich seine Bildsprache kontinuierlich zu abstrakteren Darstellungen, ohne jemals den Realitätsbezug zu verlieren. In dieser Phase entstanden seine „Transformationen“ – Werke, in denen typischerweise (sowohl mit graphischen, als auch mit malerischen Mitteln) einzelne Figuren mit einem Gegenstand oder mit dem Raum zu einer morbiden Einheit zu verschmelzen scheinen. Erst in den 1980er-Jahren hellte sich seine Palette zunehmend auf.
Sein gesamtes Werk ist thematisch konsequent durch sein Interesse an den Menschen geprägt. Dabei wird der Mensch oft indirekt gezeigt, oder nur angedeutet: durch seine Umgebung, Schatten, Gegenstände etc.
Eine Ausnahme bilden seine Porträts, bei den es um eine unmittelbare Auseinandersetzung mit konkreten Individuen handelt. Bereits einige seiner ersten Bilder zeigen Menschen aus seiner unmittelbaren Umgebung: die Eltern, Freunde usw. Mit der sich in den 1950er Jahren einstellenden Anerkennung kamen Porträts bekannter Persönlichkeiten hinzu, z. B. von Günter Grass, Hans Magnus Enzensberger, Martin Walser usw. Auch in den nachfolgenden Jahren ist der Künstler regelmäßig als Porträtist aufgetreten, es entstanden Bildnisse von Willy Brandt, Heinz Fuchs, Franz Mazura, Hilde Domin, Martin Stather, Robert Häusser u. v. a.
Immer wieder, über alle Schaffensperioden hinweg, entstanden auch sozial- und gesellschaftskritische Bilder, welche die tradierten ästhetischen Werte der Malerei mit einer zuweilen plakativen Aussage zu verbinden suchen.
In seinen letzten Arbeiten behielt er sowohl sein Interesse an der menschlichen Figur wie auch an den Spuren des Menschendaseins – und gelegentlich auch an der Natur.

## Preise und Auszeichnungen
- 1957 Kunstpreis der Jugend von Baden-Württemberg und 1. Stipendium der Michael-Karolyi-Gedächtnisstiftung in Vence (Frankreich)
- 1978 Bronzemedaille der polnischen UNESCO-Kommission für bildende Künste
- 1980 Medaille des polnischen Kulturministeriums
- 1990 Silberne Ehrennadel der Mannheimer Abendakademie
- 1993 erhielt Stallwitz das Bundesverdienstkreuz und gab es im Jahr darauf wieder zurück.

## Einzelausstellungen (Auswahl)
- 1958 Mannheimer Kunstverein
- 1966 Stadthalle Göttingen
- 1970 Städtische Kunsthalle, Mannheim; Nationaltheater, Mannheim (Porträts)
- 1974 Kunstverein Pforzheim; Galerie „Kabinett Griesbach-Grewenig“, Heidelberg
- 1976 Internationaler Kunstmarkt, Düsseldorf
- 1982 Kunstverein Speyer, „Kinderporträts“
- 1983 Prix de Portrait Paul-Louis Weiller, Akademie des Beaux-Arts, Paris
- 1981 Villa Streccius, Landau
- 1986 Kunstverein Ludwigshafen
- 1988 Zenthaus, Jockgrim
- 1992 Städtische Kunsthalle, Mannheim
- 1995 Kulturscheune Viernheim (zur Einweihung)
- 2001 Galerientage im Mannheimer Kunstverein (bei Galerie Nedev)
- 2006 Klinikum Mannheim
- 2009 Villa Meixner, Brühl (Baden)
- 2012 Klinikum Ludwigshafen
- 2015 Kunstverein Viernheim